# Dostava na dom
Dostava na dom je zbirka esejev slovenskega pisatelja Miha Mazzinija. Izšla je leta 2002. Vsebina knjige je v celoti dostopna na spletni strani avtorja.
V Mladini so zapisali: 'avtor brez vsakršnega krščanskega usmiljenja do vpletenih, s fakti, genialnimi izpeljavami, ironijo in cinizmom razgali dandanašnjo podalpsko »podobo« umetnosti, naroda in boga.'